# Salsola algeriensis
Salsola algeriensis är en amarantväxtart som beskrevs av Viktor Petrovitj Botjantsev. Salsola algeriensis ingår i släktet sodaörter, och familjen amarantväxter. Inga underarter finns listade i Catalogue of Life.